# Аманда Пламмер
Аманда Майкл Пламмер (англ. Amanda Michael Plummer; 23 березня 1957) — американська акторка.

## Життєпис
Народилася в Нью-Йорку, дочка акторів Теммі Граймс і Крістофера Пламмера. У 80-ті роки, після закінчення коледжу, Аманда знімалася в маленьких ролях на телебаченні. Перша роль у вестерні «Cattle Annie and Little Britches» (1981), потім «Світ по Гарпу» (1982), «Деніел» (1983), «Готель Нью-Гемпшир» (1984). Але популярність актрисі принесла роль Жозефіни у бродвейській постановці «A Taste of Honey» (1981), за яку вона була номінована на премію «Тоні». Але сама театральна премія прийшла до Аманди за виставу «Agnes of God», де вона зіграла роль схибленої черниці.
Після успіху на сцені, акторка стала зніматися в головних ролях в кіно і серіалах. Аліса Гакетт в серіалі «Закон Лос-Анджелеса» (1986—1994) — номінація на «Еммі», роль «Hunny Bunny» у фільмі «Кримінальне чтиво» (1994) Квентіна Тарантіно, Лорі в картині Ізабель Койшет «Моє життя без мене» (2003).
Виходець з театральної родини, майстер епізоду і любителька маргінальних персонажів, Аманда Пламмер широко відома любителям незалежного американського кіно і шанувальникам Бродвею. Вона не любить Голлівуд, не прагне грати в касових картинах і грає аутсайдерів, вбивць, бродяг і лесбійок. Одна з останніх помітних робіт — роль у фільмі відомого естета Пітера Грінвея «8½ жінок».

## Фільмографія

### Фільми
| Рік  |    | Українська назва                  | Оригінальна назва               | Роль                       |
| ---- | -- | --------------------------------- | ------------------------------- | -------------------------- |
| 1982 | ф  | Світ по Гарпу                     | The World According to Garp     | Еллейн Джеймс              |
| 1983 | ф  | Деніел                            | Daniel                          | Сьюзен Айзексон            |
| 1984 | ф  | Готель «Нью-Гемпшир»              | The Hotel New Hampshire         | міс Міскеррідж             |
| 1986 | ф  | Статичний                         | Static                          | Юлія Перселл               |
| 1987 | ф  | Зроблено в раю                    | Made in Heaven                  | Вілі Фокс                  |
| 1990 | ф  | Джо проти вулкану                 | Joe Versus The Volcano          | Даґмар                     |
| 1991 | ф  | Король-рибалка                    | The Fisher King                 | Лідія Сінклер              |
| 1992 | ф  | Корпорація «Безсмертя»            | Freejack                        | монашка                    |
| 1992 | ф  | Міс Роуз Вайт                     | Miss Rose White                 | Люсія                      |
| 1993 | тф | Засуджений до смерті              | Last Light                      | Ліліан Берк                |
| 1993 | ф  | Я одружився з вбивцею з сокирою   | So i Married an Axe Murderer    | Роуз Майклс                |
| 1993 | ф  | Нагальні речі                     | Needful Things                  | Нетті Кобб                 |
| 1994 | ф  | Кримінальне чтиво                 | Pulp Fiction                    | Іоланда                    |
| 1994 | ф  | Нострадамус                       | Nostradamus                     | Катерина Медічі            |
| 1995 | ф  | П'яні                             | Drunks                          | Шеллі                      |
| 1995 | ф  | Повітряний поцілунок              | Butterfly Kiss                  | Юніс                       |
| 1995 | ф  | Пророцтво                         | The Prophecy                    | Рейчл                      |
| 1996 | ф  | Шосе                              | Freeway                         | Рамона Латц                |
| 1996 | ф  | Мертва дівчина                    | Dead Girl                       | Фріда                      |
| 1996 | ф  | Право не відповідати на запитання | The Right To Remain Silent      | Пауліна Маркос             |
| 1997 | ф  | Просте бажання                    | A Simple Wish                   | Бутс                       |
| 1998 | ф  | Лос-Анджелес без мапи             | L.A. Without a Map              | Власниця Червоного басейну |
| 1998 | ф  | 22 жовтня                         | October 22                      | Деніз                      |
| 1999 | ф  | Вісім з половиною жінок           | 8½ Women                        | Біріл                      |
| 2000 | ф  | Готель «Мільйон доларів»          | The Million Dollar Hotel        | Вів'єн                     |
| 2000 | ф  | 7 днів до смерті                  | Seven Days to Live              | Еллен Шоу                  |
| 2002 | ф  | Отримати підказку                 | Get a Clue                      | міс Довсон                 |
| 2002 | ф  | Кен Парк                          | Ken Park                        | мати Клода                 |
| 2003 | ф  | Моє життя без мене                | My Life Without Me              | Лорі                       |
| 2003 | ф  | Найжорстокіший день               | The Cruelest Day                | Карін                      |
| 2003 | в  | Мутанти 3: Вартовий               | Mimic 3: Sentinel               | Сімона Монтроуз            |
| 2004 | ф  | Помічник Сатани                   | Satan's Little Helper           | Меррілл Гоулі              |
| 2008 | ф  | Близькість                        | Affinity                        | міс Рідлі                  |
| 2010 | ф  | Плюс один                         | The Making of Plus One          | Кім Оуенс                  |
| 2010 | ф  | Подруга                           | Girlfriend                      | Селеста                    |
| 2011 | ф  | Вампір                            | Vampire                         | Гельга                     |
| 2012 | ф  | Безвихідна ситуація               | Small Apartments                | місіс Баллістері           |
| 2013 | ф  | Голодні ігри: У вогні             | The Hunger Games: Catching Fire | Вайресс                    |
| 2016 | ф  | Танцівниця                        | La Danseuse                     | мати Лої Фуллер            |
| 2018 | ф  |                                   | We Are Boats                    | Джиммі                     |
| 2019 | ф  |                                   | Spiral Farm                     | Діанік                     |
| 2021 | ф  | Нічні рейдери                     | Night Raiders                   | Роберта                    |
| 2022 | ф  | Поява                             | Showing Up                      | Дороті                     |
| 2025 | ф  | Натхненник                        | The Mastermind                  |                            |

### Серіали
| Рік       |    | Українська назва                    | Оригінальна назва                 | Роль                                                |
| --------- | -- | ----------------------------------- | --------------------------------- | --------------------------------------------------- |
| 1982      | с  |                                     | ABC Afterschool Special           | Анджела Дановей (Епізод: "The Unforgivable Secret") |
| 1987      | с  | Агентство «Місячне сяйво»           | Moonlighting                      | Джекі Вілборн (Епізод: "Take a Left at the Altar")  |
| 1988      | с  | Праведник                           | The Equalizer                     | Джилл О'Коннор (Епізод: "A Dance on the Dark Side") |
| 1989      | с  | Поліція Маямі                       | Miami Vice                        | Ліза Медсен (Епізод: "Fruit of the Poison Tree")    |
| 1989      | с  | Байки зі склепу                     | Tales from the Crypt              | Пеггі (Епізод: "Lover Come Hack to Me")             |
| 1989—1990 | с  |                                     | L.A. Law                          | Еліс Гекетт (6 серій)                               |
| 1990      | с  |                                     | Kojak                             | Філліс (Епізод: "None So Blind")                    |
| 1991      | с  |                                     | The Hidden Room                   | Сара Коул (Епізод: "A Type of Love Story")          |
| 1996      | с  | За межею можливого                  | The Outer Limits                  | доктор Тереза Гівенс (Епізод: "A Stitch in Time")   |
| 2000      | с  | За межею можливого                  | The Outer Limits                  | доктор Тереза Гівенс (Епізод: "Final Appeal")       |
| 2002      | с  |                                     | Night Visions                     | професор музики (Епізод: "The Maze")                |
| 2004      | с  | Закон і порядок: Спеціальний корпус | Law & Order: Special Victims Unit | Міранда Коул (Епізод: "Weak")                       |
| 2006      | с  | Зоряний крейсер «Галактика»         | Battlestar Galactica              | Оракул Селлой (Епізод: "Exodus")                    |
| 2009—2013 | мс | Фінеас і Ферб                       | Phineas and Ferb                  | Пуфенплотц (4 серії)                                |
| 2014      | с  | Ганнібал                            | Hannibal                          | Кетрін Пімс (Епізод: "Takiawase")                   |
| 2015      | с  | Чорний список                       | The Blacklist                     | Трейсі (Епізод: "The Deer Hunter")                  |
| 2020      | с  | Сестра Ретчед                       | Ratched                           | Луїза (7 серій)                                     |
| 2023      | с  | Зоряний шлях: Пікар                 | Star Trek: Picard                 | Вадіч (6 серій)                                     |

## Нагороди
Премія «Сатурн»:
- 1994 Найкраща жіноча роль другого плану («Нагальні речі»)

Премія «Еммі»:
- 1996 Найкраща запрошена акторка в драматичному телесеріалі («За межею можливого»)
- 2005 Найкраща запрошена акторка в драматичному телесеріалі («Закон і порядок: Спеціальний корпус»)